# Cosmin Marinescu
Cosmin Marinescu (n. 29 martie 1976, Târgoviște, Dâmbovița, România) este economist român, profesor universitar de economie în cadrul Academiei de Studii Economice din București. Pe data de 22 decembrie 2014, Marinescu a fost numit Consilier Prezidențial pe probleme de politici economice și sociale al Președintelui României. Anterior, el a ocupat funcția de Consilier al Ministrului Economiei, Comerțului și Mediului de Afaceri (în 2012) și pe cea de Consilier al Ministrului Finanțelor Publice (în 2013). El este, de asemenea, fondatorul Centrului pentru Economie și Libertate - ECOL, o inițiativă educațională și de cercetare care își propune promovarea principiilor democrației și ale libertății economice.

## Biografie

### Educație
Născut în Târgoviște, Județul Dâmbovița, România, Cosmin Marinescu a urmat studiile liceale între anii 1990 și 1994, la o clasă cu profil matematică-fizică din cadrul Colegiului Național “Mihai Viteazul” din Ploiești. El a devenit apoi student al Academiei de Studii Economice din București, încheindu-și studiile de licență în 1998 și pe cele de masterat în 1999. În cursul ultimului an al programului de licență, Marinescu a studiat și în Franța, la Lille University of Science and Technology. În anul 1999 a început studiile doctorale, tot în cadrul Academiei de Studii Economice din București, obținând titlul de Doctor în Economie în anul 2003.

### Carieră academică și profesională
Cosmin Marinescu și-a început cariera academică în 1998, atunci când a devenit preparator universitar. El a devenit asistent universitar în 2000, lector în 2003, conferențiar în 2007 și, începând din 2015, este profesor universitar la Academia de Studii Economice din București, unde predă Microeconomie și Macroeconomie. În 2005, Marinescu a fondat primul curs de economie instituțională din România, privind rolul instituțiilor în dezvoltarea economică , publicând totodată un manual de economie instituțională. De asemenea, el a adus o contribuție importantă domeniului economiei instituționale prin lucrări de cercetare și analiză concentrate asupra interpretării tranziției și integrării europene din perspectiva abordării instituționale. Marinescu este, totodată, și coautor al ultimelor ediții ale manualului universitar publicat de Departamentul Economie și Politici Economice din cadrul Academiei de Studii Economice din București.
Marinescu a început să coordoneze proiecte de cercetare economică încă din 2005. De-a lungul timpului, a câștigat numeroase competiții științiifice și a abordat, în calitate de director de proiect, numeroase teme de cercetare precum instituțiile economiei de piață, calitatea instituțională a mediului de afaceri, sau libertatea economică . În 2011-2012, Marinescu a obținut o bursă postdoctorală în cadrul competiției organizate de Institutul Național de Cercetări Economice “Costin C. Kirițescu” al Academiei Române  și, ca parte a acestui proiect de cercetare, a beneficiat de șansa de a fi invitat de către economistul Claude Ménard pentru un stagiu de cercetare la Centre d’Economie de la Sorbonne (în iunie 2012). Anterior, el a efectuat stagii de cercetare la ESCP Europe (iunie 2010), Middlesex University (aprilie 2008), Institut d'Administration des Entreprises Lille (iunie 2002), și Maison des Sciences Economiques (octombrie 2001).. 
Cosmin Marinescu a publicat numeroase cărți și lucrări de specialitate în calitate de coordonator, autor și coautor, cu o tematică diversă, cele mai importante fiind: „Educația: perspectivă economică” (2001), „Liberalizarea schimburilor economice externe” (2003), „Instituții și prosperitate. De la etică la eficiență” (2004), „Performanță în contextul Agendei Lisabona” (2006), „Economia de piață. Fundamentele instituționale ale prosperității” (2007), „Libertate economică și proprietate” (2011), „Capitalismul. Logica libertății” (2012), „Costurile de tranzacție și performanța economică” (2013) . În 2008, Marinescu a primit „Premiul al III-lea pentru literatură de specialitate economică" din partea Asociației Facultăților de Economie din Romania (AFER). Cartea sa, „Capitalismul. Logica libertății”, publicată la Editura Humanitas și construită ca o pledoarie menită să explice și să susțină adevărata logică a capitalismului și a libertății economice, a fost premiată cu distincția „Cartea anului 2013” la Gala Wall-Street.. Cartea a beneficiat, de asemenea, de susținere morală și cuvinte de întâmpinare din partea unor respectați intelectuali din mediul universitar și de cercetare internațional, precum Pascal Salin (profesor emerit de economie la Universitatea Paris-Dauphine, fost președinte al Societății Mont Pèlerin), Leszek Balcerowicz (profesor de economie la Warsaw School of Economics, fost guvernator al Băncii Naționale a Poloniei), Walter Block (titular al postului onorific „Harold E. Wirth“ și profesor de economie la Joseph A. Butt, S.J., Loyola University, New Orleans), János Kornai (profesor emerit de economie la Universitatea Harvard și Universitatea Corvinus din Budapesta), Vasile Ișan (rectorul Universității „Alexandru Ioan Cuza“ din Iași) și Aurelian Dochia (analist economic). 
Între anii 2013 și 2014, Marinescu a fost  Vicepreședinte al Comisiei de specialitate pentru Buget și Finanțe a Partidului Național Liberal, contribuind astfel la fundamentarea de politici și programe de guvernare. El a fost Consilier al Ministrului Economiei, Comerțului și Mediului de Afaceri în 2012 și Consilier al Ministrului Finanțelor Publice în 2013. Marinescu a fost, de asemenea, Consilier Economic al Președintelui Partidului Național Liberal între iunie și decembrie 2014. Pe 22 decembrie 2014, Marinescu a fost numit Consilier Prezidențial al Președintelui României. El a avut, astfel, ocazia de a-și prezenta viziunea economică în cadrul a numeroase evenimente de specialitate, precum: 
- "Lansarea analizei OCDE cu privire la 5 domenii cheie ale guvernanței publice și reformei administrative în România"[7]
- Seminarul "Politici economice pentru o creștere sustenabilă" organizat de Ministerul Finanțelor Publice[8]
- Întrunirea Comitetului Național ICC România[9]
- Dezbaterea Capitalism vs. Socialism organizată de Centrul de Economie Politică și Afaceri “Murray Rothbard” în parteneriat cu Centrul pentru Economie și Libertate – ECOL și CriticAtac [10]
- Lansarea Programului Prezidențial al Președintelui României [11]
- Acordarea unui interviu în cadrul rubricii TVR 1 "Interviurile Telejurnalului" [12]

În 2008, Cosmin Marinescu a fondat Centrul pentru Economie și Libertate - ECOL, o inițiativă educațională și de cercetare ce reunește studenți, cercetători și profesori, cu scopul de a promova în spațiul public românesc cât mai largă a principiilor pe care se clădesc economia și societatea oamenilor liberi. ECOL reflectă inițiativele unui grup de tineri intelectuali ale căror preocupări științifice și editoriale vizează cunoașterea corectă despre economie și societate. Centrul publică, în mod constant, atât articole și studii economice, cât și traduceri ale unor texte internaționale relevante.  . Marinescu publică în mod constant articole și interviuri în diferite publicații și pe mai multe platforme online, precum Ziarul Financiar, Bursa, HotNews și Contributors.

## Articole și interviuri

### Articole în presă
- De ce FMI cere scăderea deficitului pentru 2015 la 0,9% din PIB, Decembrie 2014
- Euro a murit, trăiască euro! …sau despre salvarea euro-economică a Uniunii Europene, Mai 2014
- Consumul sau producția? That is the (economic) question, Februarie 2014
- Capitalizare pentru mediul de afaceri: neimpozitarea profitului reinvestit, Ianuarie 2014
- Unde suferă economia: calitatea instituțională a mediului de afaceri, Decembrie 2013
- Prețuri, costuri și accize. Care pe care?, Noiembrie 2013
- Reducerea CAS: cât ar „costa“ bugetul?, Septembrie 2013
- Reforme structurale și proprietate: întoarcerea la origini, Iulie 2013
- Simplificare fiscală absolută: idei în reflecție. Desființarea impozitului pe profit, Februarie 2013
- Economia Oltchim: intrarea în alternativă?, Octombrie 2012
- Instituții și prosperitate (I), Ianuarie 2012
- Calculul economic reloaded: „economia” sectorului public, Iulie 2011
- Sindicalismul - rețeta (noastră) secretă în Europa socială, Martie 2011
- Educația, între birocrația școlară și libertatea de a alege, Octombrie 2010
- Revoluția cotei unice. Victoria cui?, Iunie 2010
- Statul bunăstării, adică redistribuirea care sărăcește, Martie 2010
- De ce utilitatea marginală nu poate fi niciodată negativă, Noiembrie 2009
- Jurnal de criză: capitalism cu prezumție de vinovăție, August 2009
- Anatomia avantajului competitiv: cu mască, fără mască!, Mai 2009
- De ce „costul de oportunitate” nu poate fi niciodată „zero”..., Octombrie 2008
- Mitul „criteriului eficienței” în știința economică, Martie 2005
- Butaforia optimului fiscal: impozit progresiv vs. cota unică Arhivat în 24 decembrie 2016, la Wayback Machine., Iulie 2004

### Interviuri în presă
- Consilierul prezidențial Cosmin Marinescu, "Scenariul" estimării nerealiste a veniturilor bugetare se poate repeta în 2017, News.ro, Ianuarie 2017
- Cosmin Marinescu, consilierul prezidențial pe probleme economice: "Impactul bugetar brut al măsurilor adoptate este de circa 8,5 miliarde lei", Mediafax, Ianuarie 2017
- Cosmin Marinescu, consilierul prezidențial pe probleme economice: „Capitalul românesc crește promițător“, Adevarul.ro, Septembrie 2016
- Cosmin Marinescu, consilierul economic al președintelui: În politica economică, decidenții trebuie să învețe din greșelile trecutului, Profit.ro, Mai 2016
- Cosmin Marinescu, consilier prezidențial pe probleme economice: Acest Cod Fiscal își anihilează încă de la început propriile șanse de reușită, Adevarul.ro, Iulie 2015
- Cosmin Marinescu, consilier prezidential: Aplicarea Codului fiscal ar putea incalca tocmai Codul fiscal, Hotnews.ro, Iulie 2015
- Economistul Cosmin Marinescu, consilier prezidențial: Ideile sunt cele care conduc cu adevărat lumea, TVR Arhivat în 24 decembrie 2016, la Wayback Machine., Aprilie 2015
- Cosmin Marinescu: Daca reducerea CAS se poate face si fara acordul FMI, atunci s-a ratat aceasta sansa inca din 2013, Hotnews.ro, Iunie 2014
- Cosmin Marinescu, conf.univ. ASE, fost consilier al ministrului liberal al finantelor: Guvernul nu trebuie sa faca doar ceea ce cadrul fiscal-bugetar ii permite, ci sa adapteze cadrul fiscal-bugetar, pentru a face ceea ce are nevoie economia[nefuncțională]
, Hotnews.ro, Martie 2014
- Marinescu (consilierul ministrului Finanțelor): Reducerea CAS ar fi o gură de oxigen pentru economie, Economica.net, Noiembrie 2013
- Cosmin Marinescu, consilier al ministrului Finantelor: Criza si capitalismul- de la Marx la “baietii destepti” de pe Wall Street, Hotnews.ro, Iunie 2013
- Cosmin Marinescu, consilierul  ministrului Finantelor: Economia romaneasca aproape ca este construita prin si in jurul bugetului statului, Hotnews.ro, Iunie 2013
- Simplificare fiscală absolută prin desființarea impozitului pe profit, Bursa.ro, Ianuarie 2013